# Cattedrale di Nostra Signora di Guadalupe (Ponce)
La cattedrale di Nostra Signora di Guadalupe (in spagnolo: Catedral de Nuestra Señora de Guadalupe) si trova a Ponce, Porto Rico, ed è sede della diocesi di Ponce.

## Storia e descrizione
Nel 1670 fu costruita una piccola cappella nel centro del villaggio coloniale di Ponce sul sito dell'attuale cattedrale. Il 17 settembre 1692 il re di Spagna, Carlo II, emise un permesso reale con cui designava la cappella come chiesa parrocchiale. Nel 1835 la chiesa parrocchiale fu demolita per costruire una chiesa più grande, completata e aperta al culto nel 1839. L'edificio era caratterizzato da due torri ottagonali agli angoli della facciata anteriore e aveva finestre su ciascuno dei lati.
La nuova chiesa è stata danneggiata da numerosi incendi e terremoti nel corso dei secoli XIX e XX, tra cui il terremoto del 1918, che ha causato ingenti danni, compresa la distruzione di entrambe le torri originarie. Nel 1839 è stato costruito il nucleo dell'edificio attuale, che papa Pio XI elevò a cattedrale nel 1924.
Dal 1931 al 1937 la chiesa è stata ricostruita su progetto dell'architetto Francisco Porrata Doria. L'attuale facciata reca uno stile neoclassico francese. Tra i miglioramenti apportati in questa fase figurano l'aggiunta di due nuove cappelle, un nuovo tetto, la ristrutturazione del piano superiore della facciata e la costruzione di due nuove torri quadrate.
La cattedrale è stata inserita nel Registro Nazionale dei luoghi storici nel 1984.